# لولوبة جنوبية
لولوبة جنوبية (الاسم العلمي:Spiranthes x australis) هي نوع هجين غير مؤكد من النباتات يتبع جنس اللولوبة من الفصيلة السحلبية.
سمي هذا النوع بالجنوبي (باللاتينية: australis) نسبة إلى النصف الجنوبي للكرة الأرضية.